# Franthiesco Ballerini
Franthiesco Anthonio Ballerini Manso (Lorena, 21 de fevereiro de 1981), é um jornalista e crítico, especializado em cinema, escritor, e professor, mestre e doutor em comunicação social brasileiro. Foi coordenador de cursos livres da Academia Internacional de Cinema, e é membro da Associação Brasileira de Críticos de Arte, e também fundador da agência de comunicação Ethos Comunicação & Arte, onde ocupa o cargo de diretor. Em 2015 deu início à investigação sobre o poder da cultura no mundo, com ênfase em produções artísticas e de entretenimento audiovisual no século XXI.
Durante 8 anos integrou o Grupo Estado, onde atuou como jornalista, repórter, crítico e correspondente internacional. Ao longo de sua carreira contribuiu também com diversos veículos de comunicação nacionais, digitais e impressos, e foi colunista cultural no rádio e na televisão.
Atualmente é colaborador do site americano Fair Observer, onde escreve sobre o poder suave na cultura mundial.
No Brasil, como escritor, é pioneiro ao dedicar publicações exclusivas ao cinema indiano, e ao soft power como poder de persuasão na arte e entretenimento. Dentre 2009 e 2020, publicou 6 livros com ênfase em cinema e jornalismo cultural. O seu quarto livro, Poder Suave (Soft Power), foi finalista do 60º Prêmio Jabuti na categoria economia criativa.
No cinema, já atuou como produtor, diretor e roteirista, em ficções e documentários, de curta e média metragem.
Atua como professor no Centro Universitário Belas Artes, tendo lecionado também em outras instituições de ensino superior como FAAP, Universidade de Mogi das Cruzes, Faculdades Integradas Rio Branco, e Universidade Cruzeiro do Sul. Também ministra cursos de comunicação social, jornalismo e publicidade e propaganda, além de cursos livres, palestras e workshops, voltados as áreas do cinema e do jornalismo, no Brasil e no exterior.
Como crítico e pesquisador de audiovisual, participa recorrentemente do programa Metrópolis, da TV Cultura, para analisar estreias de filmes e séries de TV. Nesse segmento, contribuiu com outros importantes veículos de comunicação nacionais, tendo também, atuado como jurado em mostras competitivas de cinema nacional.
No Youtube, semanalmente, publica vídeos em seu canal, abordando temas como curiosidades e história do cinema, críticas de filmes e séries, jornalismo cultural e o soft power da arte e entretenimento.

## Vida profissional

### Jornalismo e comunicação
Iniciou sua carreira como trainee de comunicação em empresas como Akzo Nobel e Novartis. Dentre 2001 e 2009 integrou o Grupo Estado, onde iniciou cobrindo televisão e, em seguida, cinema. Pelo grupo atuou no jornal O Estadão como jornalista,  correspondente internacional  e crítico de cinema, cobrindo lançamentos de Hollywood  e festivais de cinema, e também pelo Jornal da Tarde, onde realizou entrevistas com importantes nomes do cinema mundial.
Ao longo de uma década como jornalista, contribuiu com diversas mídias de comunicação nacionais, digitais e impressas, dentre elas, Contigo!, Bravo!, Quem, Cult, e Valeparaibano. No rádio foi colaborador do programa Eldorado a Noite, na Rádio Eldorado, onde diariamente, durante 3 anos, trazia dicas culturais aos ouvintes. E na televisão, participou semanalmente, durante 2 anos, do programa Mulheres, na TV Gazeta, onde trazia dicas de lançamentos de filmes.
Em 2009, ao deixar a imprensa diária, assumiu a coordenação geral de cursos livres da Academia Internacional de Cinema, em São Paulo, onde atuou por 8 anos. Após esse período, em 2017, fundou a agência de comunicação Ethos Comunicação & Arte.
Dentre 2016 e 2019 foi colunista do portal Observatório da Imprensa, onde escreveu regularmente sobre temas ligados à cobertura de jornalismo cultural, e desde 2020, passou a escrever sobre poder o suave, para o grupo de mídia independente dos Estados Unidos, Fair Observer. Em 2022, foi convidado pelo Segerstrom Center for the Arts em Costa Mesa, California, para cobrir o evento Reunited in Dance, que reuniu bailarinos russos e ucranianos num espetáculo de balé.

### Carreira como escritor
O seu primeiro livro, Diário de Bollywood: Curiosidades e segredos da maior indústria de cinema do mundo, lançado 2009, retrata através de fotografias e entrevistas, aspectos e características do mundo cinematográfico de Bollywood, a maior indústria cinematográfica do mundo, localizada na Índia. A obra é fruto de uma reportagem especial, feita em 2008, aos estúdios, sets de filmagem e escolas de diretores de Mumbai.
Em seu segundo livro, Cinema brasileiro no século XXI, lançado em 17 de abril de 2012, retrata um panorama histórico do cinema nacional desde o início do século XXI, apresentando aspectos técnicos, artísticos, financeiros e de distribuição. A obra é fruto de dois anos de pesquisas e entrevistas, feitas com especialistas em diversas áreas do cinema nacional, como Daniel Filho, Luiz Carlos Barreto, José Wilker, Marcos Woldt, Selton Mello e Wagner Moura, além de uma das últimas entrevistas concedidas por Leon Cakoff e Gustavo Dahl ambos falecidos em 2011. O livro tem prefácio do cineasta e escritor belga, naturalizado brasileiro, Jean-Claude Bernardet e também foi lançado em Chicago, nos Estados Unidos, em novembro de 2013.
Em seu terceiro livro, Jornalismo cultural no Século XXI, lançado em 20 de janeiro de 2015, Franthiesco fala sobre o surgimento do jornalismo cultural no Brasil e no mundo, e como ele se consolidou ao longo dos séculos, assim como a sua necessidade de constante adaptação para acompanhar as tendências da indústria voltada às artes e ao entretenimento após era digital. O livro dividido em 10 capítulos, propõe associar reflexões teóricas a entrevistas, realizadas com os principais jornalistas culturais brasileiros.
Em 2016 teve o seu artigo, "Cinema as a cultural bridge between Brazil and India?" (Cinema como ponte cultural entre Brasil e Índia?), publicado no livro de língua estrangeira,  Sur South – Poetics and Politics of Thinking Latin America / India, que é parte do acervo da Biblioteca Ibero-Americana em Berlim, considerada a maior biblioteca da Europa com acervo de obras latino-americanas.
Seu quarto livro, Poder Suave (Soft Power), lançado em 3 de abril de 2017, foi o primeiro livro publicado no Brasil a falar sobre o conceito do soft power, conceito cunhado pelo cientista político norte-americano Joseph Nye, no final da década de 1980. O livro busca incorporar uma nova perspectiva ao conceito de Nye, abordando o poder de persuasão socioeconômica e diplomática do soft power em sistemas culturais da arte e do entretenimento ao redor do mundo. Segundo Ballerini, em entrevista à CBN em 2017, o livro ainda faz um cruzamento do conceito do soft power, com o conceito da violência simbólica, cunhado pelo sociólogo francês Pierre Bourdieu, afim de demonstrar e conscientizar de que por muitas vezes o poder dos símbolos, utilizados como entretenimento, pode facilmente ser manipulado a ponto levar os espectadores a conclusões equivocadas sobre determinadas culturas. O livro tem prefácio do ex-ministro da Cultura, Juca Ferreira, e é resultado de pesquisas e entrevistas, desenvolvidas ao longo de mais de dois anos, incluindo uma entrevista com Joseph Nye, o criador do conceito do soft power. Poder Suave foi finalista do 60º Prêmio Jabuti na categoria economia criativa.
Em seu quinto livro, História do Cinema Mundial, lançado em 2 de março de 2020, é apresentada a história, e a evolução geográfica do mercado cinematográfico no mundo, desde as primeiras capturas de imagens em movimento, ao desenvolvimento de diferentes técnicas de fotografias em cada continente. O livro também apresenta uma seleção de 1.243 filmes, indicados pelo autor como essenciais, selecionados a partir de sua relevância em seu país de origem, e por suas premiações em festivais de cinema. Dentre a relação de indicados, além das produções mais tradicionais, pode-se também encontrar filmes e particularidades de escolas menos destacadas, como o cinema africano e o da Oceania. O livro tem prefácio do fotógrafo e cineasta brasileiro Walter Carvalho, e é fruto de uma pesquisa que durou três anos. Em 2021, o livro foi elencado pela Rolling Stone Brasil como uma, das cinco grandes obras que retratam a história do cinema.
Em dezembro de 2023, Ballerini lançou seu sexto livro, Poder Cultural: mecanismos de consolidação do poder na arte e no entretenimento no século 21, baseado em sua tese de doutorado. A obra investiga como filmes, séries, telenovelas e videoclipes contribuem para a obtenção de poder, analisando artistas como Hayao Miyazaki, Mauricio de Sousa, Anitta, Dua Lipa, Thalía, Adriana Esteves, Safi Faye, Helena Solberg, Shah Rukh Khan e Brad Pitt. O livro apresenta um sistema de quantificação do poder artístico. A premiada atriz Tuna Dwek assina o prefácio.

### Carreira no cinema
No cinema, atua como produtor, diretor e roteirista. Foi co-produtor e roteirista do média-metragem documental Bollyworld, filme esse produzido com cenas registradas na Índia. O filme é dirigido pelo cineasta indiano Ram Prasad Devineni e lançado em 2009, no qual mostra o processo de transformação da maior indústria do cinema indiano para atingir uma audiência mundial.
Em meados de 2014, a Academia Internacional de Cinema, onde até então Franthiesco era coordenador geral de cursos livres, foi uma das quatro escolas de cinema no mundo, a ser convidada, pela empresa italiana Giorgio Armani, a participar da 2ª edição Films of City Frames. Através do convite, Ballerini assumiu a produção geral do curta-metragem Legado (Legacy), dirigido por Juliana Valente. Em 2015 o filme foi exibido durante o Festival de Cinema de Londres.
Ainda em 2015, foi diretor e roteirista do curta-metragem Nome (Name), que aborda a vaidade jornalística. Filme este que fez parte da seleção oficial de festivais nacionais e internacionais de cinema, como o Cinemúsica de Conservatória, Brazilian Film Series, Great Lakes International Film Festival e Directors Circle Festival of Shorts.

## Biografia

### Vida pessoal
Na faculdade, conheceu Ana Lúcia Tsutsui, também estudante de jornalismo, com quem iniciou o namoro em 2001, noivou em 2006, e com quem foi casado entre 2007 e 2013. Em 2010, o casal teve sua única filha, Luisa.
Desde 2015 vive um relacionamento com o chef vegano, César Janeiro Groke, filho da premiada poetisa brasileira Cássia Janeiro.

### Vida acadêmica
Despertou o interesse pela escrita ainda na adolescência. Ao concluir o ensino médio chegou a cogitar cursar direito, mas optou pelo curso de jornalismo, no qual se graduaria anos mais tarde, recebendo o prêmio de melhor trabalho de conclusão de curso na UMESP. Após sua graduação, em jornalismo, no ano de 2002, buscou cursos de especialização em história do cinema.
Desde o início de seu mestrado passou a utilizar os conceitos do sociólogo francês, Pierre Bourdieu, em suas pesquisas. Em 2008, concluiu o mestrado, em comunicação social, pela Universidade Metodista de São Paulo, quando apresentou um estudo sobre a crítica cinematográfica durante o período conhecido como "a retomada do cinema nacional".
Durante sua tese de doutorado em Comunicação Social na Universidade Metodista de São Paulo, deu continuidade à investigação sobre o poder da cultura no mundo, com ênfase nas produções de arte e entretenimento audiovisuais no século XXI, estudo iniciado em 2015 e que resultou nos livros  Poder Suave (Soft Power), publicado em 2017, e Poder Cultural: mecanismos de consolidação do poder na arte e no entretenimento no século 21, lançado em 2023.

### Bollywood
Em 2007, ao cobrir uma mostra sobre cinema indiano, em São Paulo, conheceu o cineasta indiano, Ram Prasad Devineni, que lá atuava como curador. A partir de uma conversa entre ambos, Ballerini interessou-se em obter mais conhecimento sobre o cinema indiano, e juntos, programaram uma viagem a Mumbai.
A viagem, realizada a Índia, em janeiro de 2008, aconteceu pouco tempo após o casamento de Franthiesco, lá ele visitou os estúdios e sets de gravação de Bollywood, onde fez uma série de entrevistas e registros que nos anos seguintes resultariam em artigos especiais sobre o cinema indiano em jornais e revistas nacionais, um documentário média-metragem e o seu primeiro livro, publicado pela Summus Editorial.
Em outubro de 2011, a convite de pesquisadores alemães ligados à Biblioteca Ibero-Americana, localizada na capital alemã, Franthiesco ministrou uma palestra sobre as relações interculturais do cinema indiano com o cinema latino-americano, em Berlin.

## Obras publicadas
| Ano  | Título                                                                            | Editora          | ISBN              |
| ---- | --------------------------------------------------------------------------------- | ---------------- | ----------------- |
| 2009 | Diário de Bollywood Curiosidades e Segredos da Maior Indústria de Cinema do Mundo | Summus Editorial | 978-85-323-0537-4 |
| 2012 | Cinema brasileiro no Século 21                                                    | Summus Editorial | 978-85-323-0706-4 |
| 2015 | Jornalismo cultural no Século 21                                                  | Summus Editorial | 978-85-323-0960-0 |
| 2017 | Poder Suave (Soft Power)                                                          | Summus Editorial | 978-85-323-1064-4 |
| 2020 | História do Cinema Mundial                                                        | Summus Editorial | 978-85-323-1148-1 |
| 2023 | Poder Cultural                                                                    | Summus Editorial | 978-65-554-9130-2 |

## Filmografia
| Ano  | Título          | Duração | Atuação               |
| ---- | --------------- | ------- | --------------------- |
| 2009 | Bollyworld      | 25:00   | co-produção e roteiro |
| 2015 | Legado (Legacy) | 5:56    | produção geral        |
| 2015 | Nome (Name)     | 14:39   | direção e roteiro     |